# Aaron Betsky
Aaron Betsky (Missoula, 1958) è un critico d'arte e architetto statunitense.

## Biografia

### Inizi

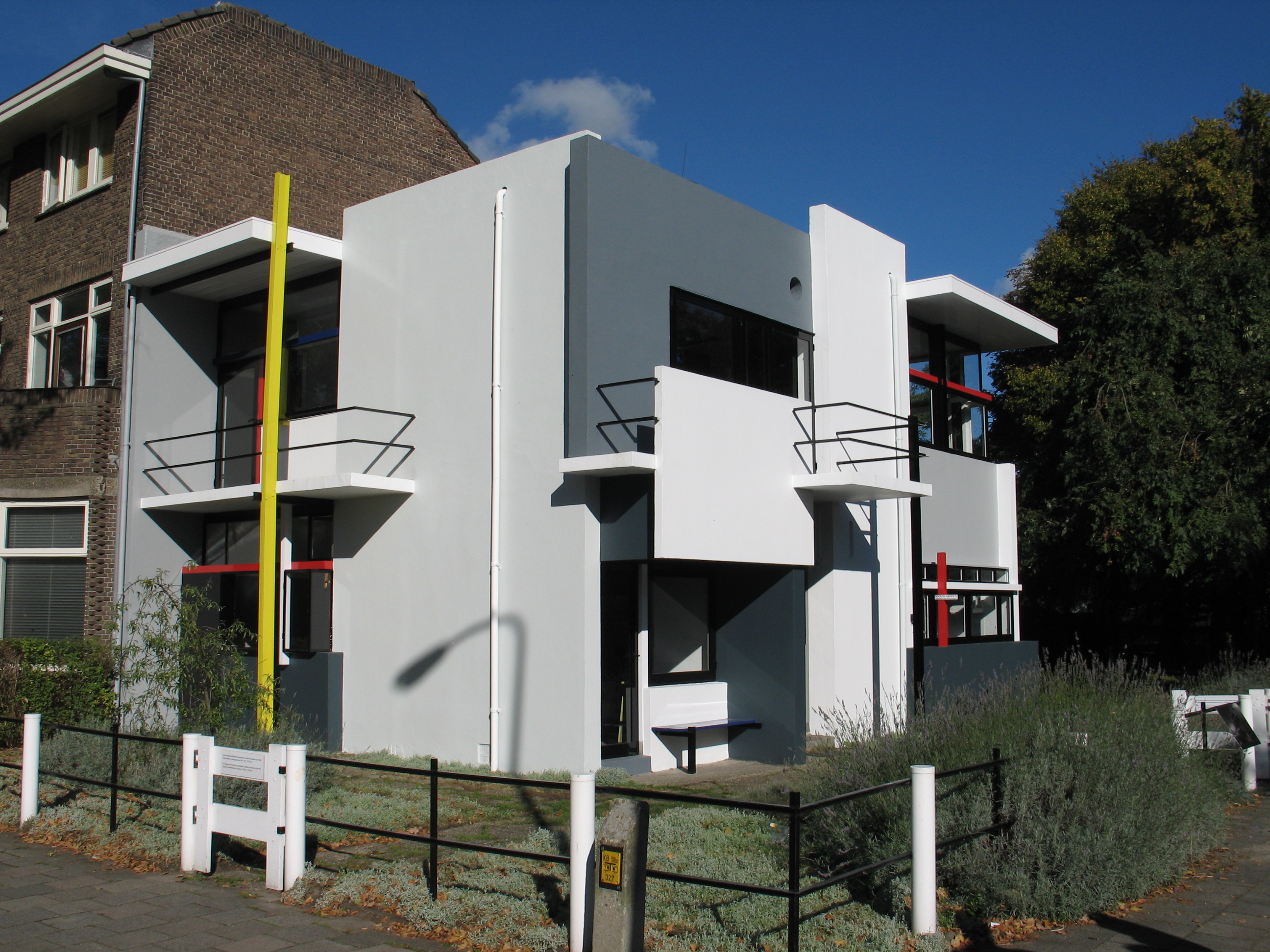
Casa Schröder

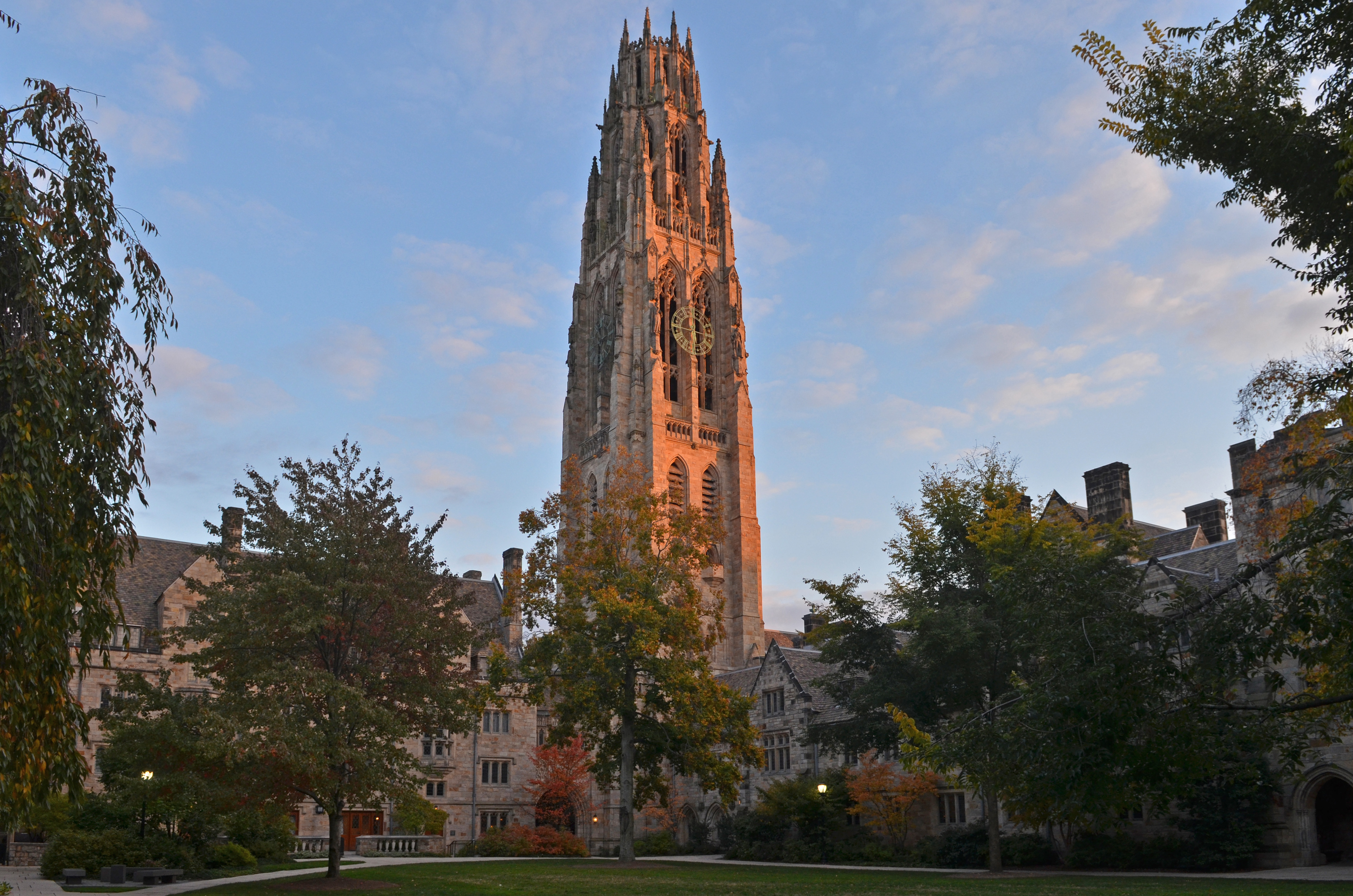
Il Memorial Quadrangle della università di Yale, opera di James Gamble Rogers

Aaron Betsky nacque a Missoula, nel Montana, nel 1958. All'età di quattro anni si trasferì con la sorella e i genitori nei Paesi Bassi, dove esperì il suo primo contatto con l'architettura visitando casa Schröder. Questo progetto, capolavoro del De Stijl realizzato da Gerrit Rietveld, lasciò un'impronta fervida sulla sua fantasia, per via della sua estetica unitaria neoplastica declinata nella pluralità delle varie scale (dall'arredamento all'architettura), nonché per le sue possibilità di flessibilità spaziale:
(Aaron Betsky)
Betsky fece successivamente ritorno negli Stati Uniti per completare la propria formazione accademica presso l'Università di Yale. Altra importante figura architettonica di riferimento per il giovane Betsky fu qui costituita da James Gamble Rogers, autore degli stessi edifici della Yale, da lui interpretati in uno stile spiccatamente neogotico. Da Rogers Betsky apprese come l'architettura «potesse operare così da creare un altro mondo, un mondo che non fosse solo fisico, ma che attraverso la sua presenza, il suo immaginario, e i suoi spazi, dimostra come possiamo costruire una comunità coesa» e come «essa venisse determinata da quelle persone che possono pagarla, e che desiderano vedere la propria visione del mondo in forma costruita». Presso la Yale, in ogni caso, Betsky ottenne nel 1979 il Bachelor of Arts in storia, arte e lettere e infine, nel 1983, la laurea di livello master in architettura.
Terminata la propria formazione, all'età di ventuno anni, il giovane Betsky si trasferì a Los Angeles, dove trovò impiego presso lo studio di uno dei suoi ex professori alla Yale, oggi noto come celebre maestro dell'architettura del XX secolo: Frank Gehry. Fu questa un'altra esperienza feconda per il pensiero di Betsky, che qui maturò la consapevolezza che «ciascun buon architetto è un politico» e una predilezione per le architetture minimaliste dal punto di vista materico e morfologico, nel convincimento che «la bellezza può sgorgare organicamente dal modo in cui gli edifici sono costruiti e usati». Nei suoi due anni trascorsi presso lo studio di Gehry, che riconobbe nel giovane Aaron una «mente indagatrice» scevra di «paura di mostrare il suo gusto», Betsky fu impegnato prevalentemente nella realizzazione di progetti residenziali per la clientela benestante della California.

### Carriera
Forte del suo solido bagaglio conoscitivo e delle conoscenze acquisite presso lo studio di Gehry, Betsky decise successivamente di non proseguire la propria carriera come progettista, bensì di indirizzarla verso la critica e la saggistica. Di seguito si riporta una riflessione dello stesso Betsky in merito al proprio talento progettuale:
(Aaron Betsky)
Fu così l'inizio di una nutrita serie di incarichi che vide, a lato della sua consistente opera letteraria, Betsky ricoprire i ruoli di direttore del Cincinnati Art Museum (2006-14) e del Netherlands Architecture Institute (2001-06), nonché di curatore di architettura e design al San Francisco Museum of Modern Art (1995-2001). Dal punto di vista accademico, gli sono state conferite cattedre presso il Southern California Institute of Architecture, l'Università del Michigan (A. Alfred Taubman College of Architecture and Urban Planning) e l'Università di Cincinnati. Dal 2020 al 2022 è stato direttore della School of Architecture + Design e, dal 2015, dean della Scuola di Architettura di Taliesin. In Italia, infine, dopo essere stato curatore del Padiglione Olandese alla Biennale di Venezia per tre edizioni consecutive (2002, 2004, 2006), vincendo nel 2002 il Leone d’oro per il miglior Padiglione straniero, nel 2008 Betsky fu nominato direttore dell'undicesima edizione della Biennale, Out There. Architecture Beyond Building, incentrata sul seguente tema:
(Aaron Betsky)

## Scritti

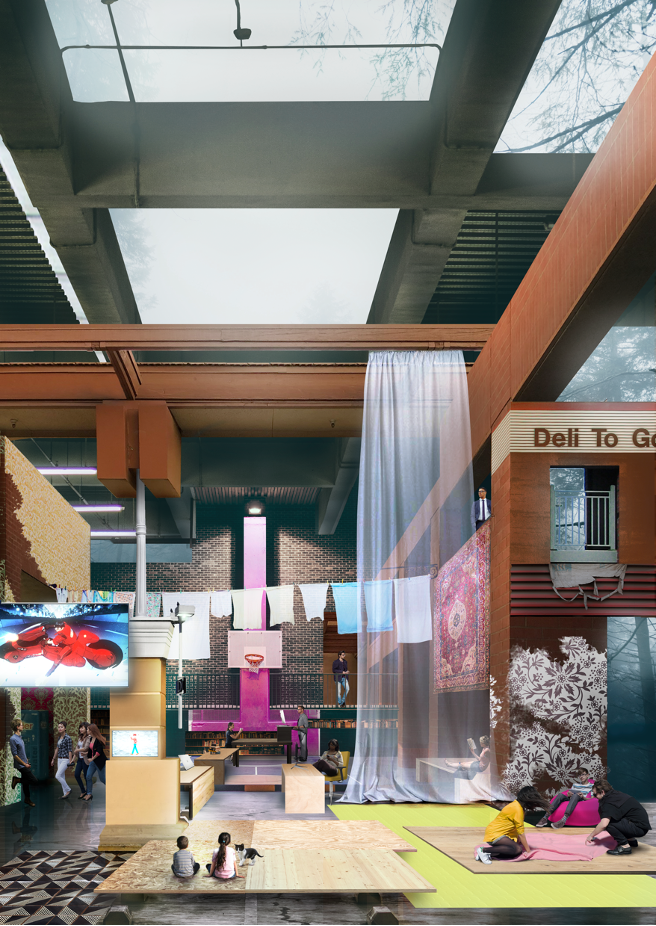
Fotografia di un progetto realizzato da Betsky con la collaborazione con Jan Sobotka in risposta a una sfida per rappresentare il futuro dell'architettura

Nelle sue opere letterarie, Betsky ha affrontato la natura storicamente di genere dell'architettura (Building Sex: Men, Women, Architecture, and the Construction of Sexuality, 1995), l'unicità e le qualità del design olandese (False Flat: Why Dutch Design is So Good, 2004), sostenendo nel corso di tutta la sua oeuvre un'interpretazione dell'architettura che trascenda la mera fisicità dell'edificio (come in Architecture Must Burn, 2000; e Out There: Architecture Beyond Building, 2008). Altri temi ricorrenti nei suoi scritti sono l'esigenza di reimmaginare il paesaggio suburbano americano (At Home in Sprawl, 2011) e l'architettura temporanea o pop-up, concepita come antidoto democratico alla "ridicola ossessione per l'eternità" tendenzialmente propria, secondo Betsky, della maggior parte dell'architettura tradizionale. Sempre su questa linea, ha spesso promosso quegli approcci volti a riutilizzare in maniera attiva gli edifici già esistenti, rinunciando a costruirne dispendiosamente di nuovi.
Betsky è stato l'autore di numerose monografie sull'opera architettonica di numerosi progettisti del XX e XXI secolo, tra cui Zaha Hadid, I.M. Pei, UN Studio, Koning Eizenberg, MVRDV, Renny Ramakers, Jim Olson e James Gamble Rogers, oltre che di trattati su estetica, psicologia e sulla sessualità umana nei loro aspetti che interessano anche l'architettura: in questo senso, è stato uno dei principali contributori a un'interpretazione spaziale della teoria queer. Il suo saggio Plain Weirdness: The Architecture of Neutelings Riedijk ha vinto nel 2014 il «Geert Bekaert Prize in Architectural Criticism». Il suo libro del 2016 sulla storia del design moderno, Making It Modern, è stato inserito nel 2018 tra i «cinquanta migliori libri di design da leggere questo autunno» della rivista Metropolis. Il suo libro del 2017 Architecture Matters, che la rivista Interior Design ha definito «una deliziosa passeggiata attraverso una mente vivace ed erudita», offre "46 pensieri sul perché l'architettura sia importante", tra i quali "perché l'architettura è così bella (per un adolescente)", "come i sogni muoiono nel processo", "come la perfezione uccide", "perché succede tutto in Cina” e “cosa possiamo ancora imparare dai Greci”.
Parallelamente alla sua attività letteraria, Betsky è autore di una rubrica bisettimanale per Architect Magazine, del blog "Beyond Buildings", ed è collaboratore alla rivista Dezeen. I suoi articoli, pubblicati su diverse riviste come ArtForum, Architectural Review, Architect, Blueprint e altri, includono spunti critici per migliorare l'ambiente costruito, ad esempio: «Bisogna partire dalle qualità degli interni che di solito provengono da mobili e arredamento, prestando anche attenzione all'uso ponderato della luce, della scala e della sequenza. Ciò significa che il motivo e la decorazione, la disposizione di mobili e infissi, i modi in cui gli edifici rispondono al corpo e la capacità dell'interno di avvolgere sia noi che creare una relazione con un mondo più vasto attraverso inquadrature e punti di vista, devono essere il seme di tutto il design».